# Gargara confusa
Gargara confusa är en insektsart som beskrevs av William Lucas Distant. Gargara confusa ingår i släktet Gargara och familjen hornstritar. Inga underarter finns listade i Catalogue of Life.